# Nikolaj Hübbe
Nikolaj Hübbe (30. oktober 1967) er balletmester ved Den Kongelige Ballet.

## Karriere
Hübbe begyndte på Det Kongelige Teaters balletskole i en alder af 10 år.  "Jeg valgte balletten fordi jeg som barn da jeg var 5 år så ballet for første gang og det blev et skelsættende lynnedslag som jeg aldrig har fortrudt. Dans og ballet har lige siden været mit ét og alt. Man kan sige det som Obelix der faldt i tønden som spæd hvor kraften aldrig forlod ham."
I 1986 blev han medlem af balletkorpset ved Den Kongelige Ballet og I 1988 blev han udnævnt solodanser.  Nikolaj Hübbe har danset i hele Den Kongelige Ballets repertoire fra hovedroller i romantiske og klassiske balletter som Sylfiden og Romeo og Julie til neo-klassiske værker som Apollon, Caroline Mathilde og Tjajkovskij Pas de Deux.
I 1992 blev han balletdanser ved New York City Ballet, hvor han var solodanser. Her dansede han hovedpartier i Balanchine-balletter som Agon, Apollon, Concerto Barocco, Coppélia, Duo Concertant, Nøddeknækkeren, Jewels, Liebslieder Walzer, Mozartiana, La Sonnambula, La Source, Square Dance, Stravinsky Violin Concerto, Sylvia Pas de Deux, Tschaikovsky Suite No. 3, Tzigane, Union Jack, Vienna Waltzes, Western Symphony, og Who Cares?, Jerome Robbins en Fauns Eftermiddag, Andantino, The Cage, The Four Seasons, Gershwin Concerto, I’m Old Fashioned, In the Night, Moves, Opus 19/The Dreamer, Other Dances og Suite of Dances, samt Peter Martins Tornerose og Svanesøen, Robert La Fosse og Robert Garlands Tributary, Sean Lavery’s Romeo og Julie og Richard Tanners A Schubert Sonata.
I 2008 kom han tilbage til København, denne gang som balletmester ved Den Kongelige Ballet.
I 2011 kom der fra en konsulent i en rapport beskyldninger om, at Nikolaj Hübbe var kokainmisbruger, og at misbruget havde ført til alvorlige samarbejdsproblemer, idet Hübbe fik spontane raseriudfald. Forskeren bag rapporten skrev efterfølgende i et brev til teatrets bestyrelse, at Nikolaj Hübbe skulle have erkendt et sådan misbrug til hende personligt. Nikolaj Hübbe selv afviste at have taget kokain i forbindelse med sit arbejde. Et internt notat viste senere, at mistanken om kokainmisbrug opstod på baggrund af et fejlfortolket udsang fra Nikolaj Hübbe, og da Nikolaj Hübbe lod sig teste for kokain, viste prøverne negativ. Teaterledelsen forklarede, at Nikolaj Hübbes humørsvingninger ikke behøvedes at skyldes kokain,  og de afviste rygterne og kaldte det for "urimeligt, at der på et useriøst grundlag viderebringes udokumenterede rygter om Det Kongelige Teaters medarbejdere". I det interne notat fra balletledelsen blev konsulenten til gengæld beskyldt for at lægge an på balletmesteren samt opsøge og ønske at møde Nikolaj Hübbe i hans private bolig i weekender og sene aftener. Dette afviste konsulenten. Rapporten fra konsulenten oplyste desuden, at 20 dansere overvejede at søge væk fra Den Kongelige Ballet, og flertallet af dansere ikke ville anbefale udenlandske kolleger at søge arbejde ved balletten.

## Film og TV
Han har siden 2011 været dommer på programmet Vild med dans, hvor han erstattede Allan Tornsberg.
Nikolaj Hübbe har desuden været skildret som kunstner og vraget balletmesterkandidat i Ulrik Wivels film Dancer (2000), og samme instruktør havde Hübbe som central skikkelse i Sylfide-filmen Jeg dig elsker (2005). Han har også medvirket i filmen Steppeulven instrueret af Ole Christian Madsen (2015).
Han har desuden været medvirkende i TV2’s portrætprogram ”Stjernerne på Slottet” (2016), DR1’s tv-program ”Kender du typen” (2018), været hovedperson i DR2+ dokumentar ”Hübbe har magten” (2020) samt censor i DR’s julekalender ”Julefeber” (2020).

## Priser og legater
Hübbe har modtaget følgende priser og legater:
- Legat fra Marguerite Vibys Jubilæumsfond, 1990.
- Teaterpokalen, 1990.
- Bikubens Hæderspris ved Reumert 2002.
- American-Scandinavian Foundation Kulturpris, 2009.
- Årets Teaterkat for Et folkesagn, 2011.
- Årets Danseforestilling for Et folkesagn ved Reumert 2011.
- Kåret til Årets Verdensdansker af Danes Worldwide, 2012.
- Ridder af Dannebrog 2013
- Detlefs æreslegat, 2020[14]

## Fodnoter
1. ↑  "Nikolaj Hübbe". Den Store Danske (lex.dk online udgave). Hentet 20. maj 2014.
2. 1 2 3 4  Nielsen, Marie Ravn (26. august 2016). "SELVPORTRÆT Nikolaj Hübbe: Måske tænker nogle "Hvad fa'n laver han i Vild med dans?"". DR. Hentet 17. september 2016.
3. ↑  "Ledelse". Det Kongelige Teater. Hentet 18. september 2016.
4. 1 2 3  "Nikolaj Hübbe". Arkiveret fra originalen 9. september 2017. Hentet 5. maj 2017.
5. ↑  Rapport: Kokainmisbrug og raserianfald på Den Kongelige Ballet
6. ↑  https://www.information.dk/indland/2012/03/ledelse-kendte-misbrug
7. ↑  Balletdansere føler sig mobbet på Det Kgl. | fyens.dk
8. 1 2  https://www.dr.dk/nyheder/kultur/konsulent-jeg-har-ikke-erklaeret-min-kaerlighed-til-hubbe
9. ↑  https://www.dr.dk/nyheder/kultur/balletmester-har-ladet-sig-narkoteste
10. ↑  "Rapport: Kokainmisbrug og raserianfald på Den Kongelige Ballet" (Berlingske Tidende, 07.07.2011)
11. ↑  "Konsulent: Balletmester indrømmer kokainmisbrug" (Politiken, 12.03.2012)
12. ↑  Kristiansen, Annegard Lerche (8. august 2011). "Nikolaj Hübbe er ny dommer i Vild med dans". DR. Hentet 17. september 2016.
13. ↑  "Arkiveret kopi". Arkiveret fra originalen 9. september 2017. Hentet 5. maj 2017.
14. 1 2  Nikolaj Hübbe | DET KGL. TEATER